# Cuarteto de cuerda n.º 13 (Mozart)
El Cuarteto de cuerda n.º 13 en re menor, K. 173, fue escrito por Wolfgang Amadeus Mozart en septiembre de 1773, en Viena, al poco de instalarse definitivamente en esta ciudad. Se trata del sexto y último de una serie de seis cuartetos, conocidos como Cuartetos vieneses.

## Estructura
Consta de cuatro movimientos:
1. Allegro ma molto moderato.
2. Andantino grazioso.
3. Menuetto.
4. Allegro moderato.

El comienzo del minueto es el mismo que el del minueto del Cuarteto de cuerda Op. 9, n.º 4 en re menor de Joseph Haydn.